# Массовое убийство домашних питомцев в Великобритании
Массовое убийство домашних питомцев — событие осени 1939 года в Великобритании, когда после начала Второй мировой войны под влиянием государственной пропаганды британскими гражданами из опасения грядущих продовольственных проблем было умерщвлено несколько сотен тысяч домашних питомцев — собак и кошек. Вторая, меньшая волна истребления домашних питомцев была осенью 1940 года, когда начались массированные бомбардировки городов Великобритании немецкой авиацией. По оценкам, всего было уничтожено более 750 тысяч домашних питомцев.

## Предыстория
В 1939 году, в преддверии грядущей войны, британское правительство сформировало Национальный комитет по мерам защиты животных от воздушных налётов, которому предстояло решить, что делать с домашними питомцами в случае начала войны. В предвоенные годы Великобритания импортировала более 20 млн тонн продовольствия, в том числе более 70% злаков и более половины мяса и прогнозировалось, что после начала войны из-за нарушения морских торговых связей вследствие войны на море Британия столкнётся с серьёзным дефицитом продовольствия — вплоть до введения норм на отпуск продуктов питания. При этом часть владельцев домашних животных станет делить свой скудный рацион со своими питомцами, что может привести к недоеданию и болезням людей, а часть домашних животных будет вынуждена сама искать себе пищу, что приведёт к возникновению бродячих стай. В связи с этим Национальным комитетом по мерам защиты животных от воздушных налётов была опубликована брошюра под названием «Советы владельцам животных», где предлагалось отвозить домашних питомцев из городов в сельскую местность или умертвить. Также, в брошюре содержались советы по уничтожению домашних питомцев; в частности, в качестве гуманного средства убийства предлагалось использовать пистолет. Эти советы были доведены до сведения британцев через газеты и радиопередачи на «Би-би-си».

## Истребление
Когда 1 сентября 1939 года началась война, многие владельцы домашних животных устремились в клиники для домашних животных, чтобы усыпить своих питомцев. В течение недели только в Лондоне было умерщвлено по воле хозяев более 400 тысяч собак и кошек — то есть примерно 26 процентов общего их числа. Ветеринарные клиники Народной ветеринарной амбулатории (PDSA), Королевского общества по предотвращению жестокого обращения с животными (RPSCA) и частнопрактикующие ветеринары были наводнены собаками и кошками, которых принесли усыпить. Возникла проблема с захоронением огромного количества трупов животных, поэтому для этих целей был предоставлен луг, находящийся неподалеку от здания Народной ветеринарной амбулатории. Когда в сентябре 1940 года немецкая авиация начала массированные бомбардировки городов Великобритании, это спровоцировало новую волну массового уничтожения владельцами домашних животных своих питомцев.
Британским правительством не вводилось никаких предписаний для обязательного уничтожения животных, имевших владельцев — только рекомендации. Решение о том, умертвить своего питомца или оставить в живых, принималось его хозяином. Ряд зоозащитных организаций и частных лиц предпринимали усилия, чтобы спасти домашних питомцев, от опеки над которыми отказались владельцы. В частности, за годы войны содержание в приюте для животных «Battersea Dogs Home» получило около 145 тысяч собак, что позволило спасти их от уничтожения. Защитница прав животных Нина Дуглас-Гамильтон, герцогиня Гамильтон для спасения домашних животных организовала приют в собственном загородном имении Ферн-Хаус.
По оценкам, в тот период было убито более 750 000 собак и кошек. Многие владельцы домашних животных, после преодоления страха перед бомбёжками и нехваткой еды, сожалели об убийстве своих питомцев и обвиняли британское правительство в том, что оно спровоцировало эту истерию.